# Margreet Dolman
Margreet Dolman is een alter ego van Paul Haenen, dat hij voor het eerst speelde in 1975. Margreet Dolman heeft verschillende radio- en televisieprogramma's gepresenteerd en was soms vaste gast in satirische programma's van onder anderen Jack Spijkerman en Sonja Barend. Ook voert Haenen haar op in zijn theaterprogramma's en heeft ze enkele humoristische nummers uitgebracht.

## Geschiedenis

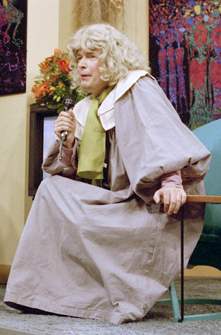
Margreet Dolman in 1990

Margreet Dolman kwam voor het eerste ten tonele (wat ze later haar 'coming out' zou noemen) in 1975 op de toenmalige lokale omroep STAD Radio Amsterdam, waar ze een wekelijks radioprogramma had van tien minuten over leven, liefde en wanhoop. Daarbij had ze gesprekken met dokter Valentijn, buurman Bob Guttering en zwerver Buster Fonteyn, waarbij de laatste twee ook creaties van Paul Haenen waren. Daarnaast waren er sketches met de labiele Emmy Kapoek (echtgenote van Bob Guttering) en haar gemene moeder, Raldy Kapoek. Ook was er altijd ruimte voor een overpeinzing door dominee Gremdaat. Ondanks een moeizame start mocht Dolman uiteindelijk vijftien jaar lang door blijven gaan met deze uitzendingen.
Bekendheid bij het grote publiek verwierf Dolman bij Sonja's Goed Nieuws Show van Sonja Barend, waarin ze Barend opbelde tijdens de aftiteling en bijvoorbeeld haar mening gaf over de kleding van de gasten. Later zou ze zelf verschillende televisieprogramma's maken, en kreeg Margreet Dolman een gezicht 'achter de stem', bij de VPRO. In de jaren negentig stapte ze over naar RTL 4 en later naar Net5. Het eigenzinnige karakter van Margreet Dolmans programma's zorgde er uiteindelijk voor dat de zenders geen plaats meer voor haar hadden. 
Gedurende haar carrière heeft ze verschillende platen uitgebracht, met chansons over vaak kleine banale dingen in het leven. Ook trad ze regelmatig op in het Betty Asfalt Complex in Amsterdam, een theater dat in 1989 door Paul Haenen zelf is overgenomen en opgeknapt. In 2005 nam Margreet Dolman de gehele tweede helft van de show Paul Haenen viert Margreet Dolman voor haar rekening, waarmee Haenen door het land toerde.

## Karakterisering
Margreet Dolman is een vrouw van middelbare leeftijd, met een hese stem, opvallende jurken en een grote bos warrig blond haar. Ze is optimistisch en sympathiek, maar ook onevenwichtig: ze wil nog weleens plotseling kwaad worden als er iets technisch fout gaat. Vaste onderwerpen zijn de kleine dingen in het leven, het belang van het opbeuren in moeilijke tijden, de liefde en goede verhoudingen tussen mensen. Ook kan ze nu en dan schunnig uit de hoek komen en opmerkingen maken die je normaal van een man zou verwachten, zoals in het lied Buk nog een keer.
Vaste elementen in de optredens van Dolman zijn:
- Het plotseling maken van een opmerking met Haenens eigen diepe zware stem, vooral als ze iemand anders citeert
- Hysterisch kwaad worden als iets niet lukt
- Improvisatie en interactie met het publiek of mensen aan de telefoon
- Vreemde houterige dansjes
- Het gebruik van een cameraatje aan de wijsvinger, de zogenaamde "vingerette". Hiermee kan ze de kranten op humoristische wijze doornemen en gasten in een minder flatteuze pose filmen.
- Stak tijdens de uitzendingen regelmatig haar hoofd uit het schuifraam en sprak voorbijgangers aan en zwaaide naar trams die langsreden bij het Betty Asfaltcomplex.

In een interview verklaarde Haenen zijn verschijning als Margreet Dolman niet als travestie te zien, omdat hij in vijf minuten klaar is met de make-up en de metamorfose van hemzelf in de licht hysterische Margreet Dolman en dat het vooral om de inhoud en zelfspot gaat.

## Carrièreoverzicht

### Radio en televisie
- Radiocolumns bij Radio/Stad Amsterdam (1975-2000)
- Sonja's Goed Nieuws Show
- Paul Haenen en het Betty Asfalt Complex
- Margreet Dolman Vijf Over Zes
- Margreet Dolman brengt evenwicht
- Dolman's Doel
- Dolman's Vrolijke Vrijdag
- Haenen voor de nacht
- Dolman onder de Rijken
- Haenen voor 11
- Kopspijkers
- Dolman onder de Rijken
- Margreet Dolman zoekt schoonheid
- De kunst van Margreet Dolman
- Margreet Dolman begrijpt 't
- Betty Asfalt Troost TV (maart 2020 - heden)

### Single
- Buk nog een keer / Thank you for calling (1983, met videoclip)[2]

### Albums
- De oorspronkelijke Margreet Dolman (1978)
- Dat mens (1979)
- Volg de weg van je hart (1982)
- De Laatste ronde (1983)
- Wij vonden elkaar (1990)

### Theatervoorstellingen
- Verschillende shows in het Betty Asfalt Complex
- Frisse Warmte (1997)
- Paul Haenen viert Margreet Dolman (2005)
- Margreet Dolman brengt Warmte en Dominee Gremdaat wijst de weg (1994-2021)

### Boeken
- Buk nog een keer, Een vrouw klapt uit haar leven
- Dingen die men niet zegt
- Ik heb bekend. Dagboeken Paul Haenen 1962-1972
- Het vrolijke winterboek. Margreet Dolman en Dominee Gremdaat (2021)